# 高遠合戰
高遠合戰（日语：／ Takatōkassen）是在天文13年（1544年）10月至天文14年（1545年）6月，由甲斐的武田晴信與信濃的高遠賴繼於信濃高遠城展開的一場合戰。

## 概要
天文13年（1544年）10月，在宮川之戰戰敗後，高遠賴繼被武田軍追擊至高遠一帶，及後他獲福與城主藤澤賴親和賴親的義兄信濃守護小笠原長時的支援，開始反攻武田氏。10月16日，武田晴信抵達信濃諏訪上原城，與諏訪眾和板垣信方等人匯合，並且在向福與城進軍。長時派遣武將草間肥前和伊那眾前往固守於荒神山砦。翌日，晴信同父異母的弟弟武田信繁抵達軍荒神山砦，並且在11月1日開始攻城，小笠原軍其後棄城撤退，與福與城的援軍於松嶋原匯合，成功阻止武田軍的進軍。11月6日，由於武田軍主力在福與城與賴親交戰中，賴繼便乘機進軍諏訪。直至11月8日，晴信本來打算留在諏訪牽制賴繼和賴親的軍隊，但是由於兩面受敵下形勢不利，最終他離開諏訪返回甲斐。賴繼有見晴信返回甲斐，便將位於上諏訪的屋敷等武田家建築物燒毀。
天文14年（1545年）4月，晴信發動主力進攻高遠。由於福與城與長時的根據地筑摩郡非常接近，因此容易得到支援，如果目標只是高遠的話就不成問題，而且距離較遠，就算長時派兵支援也較花時間。4月11日，作為主力的武田一門穴山信友等河內眾與小山田信有等郡內眾冒雨出陣，並且在4月14日進駐上原城。出陣過程下雨不斷，武田軍在4月15日越過杖突峠對高遠城發動奇襲。由於天氣惡劣，毫無戒備的高遠軍沒想到突然會遭到攻擊，其後賴繼在4月17日棄城逃去，最終臣服於武田家。

## 戰後
4月18日，晴信進駐高遠城。4月20日午刻（上午11時至下午1時），武田軍包圍福與城，然而在4月29日小笠原的支援趕至，導致鎌田長門守戰死，陷入苦戰。5月21日，信有等郡內眾進攻龍崎砦，同樣陷入苦戰。其後，與武田結盟的今川義元的援軍到達，最終龍崎砦在6月被板垣信方的軍隊攻下。
隨著砦失守，受到武田軍攻擊的賴親陷入劣勢，最終通過穴山信友和小山田信有等人，希望與晴信和解，並且在6月10日將自己的弟弟作為人質交托給穴山信友，還焚毀福與城，就此武田軍將諏訪南部的敵對勢力全數消滅。